# 维尔纽斯隔都
维尔纽斯隔都是第二次世界大战时期纳粹德国在東方總督轄區维尔纽斯建立和运营的犹太人隔都。
在其存在的大约两年中，饥饿、疾病、街头处决、虐待、驱逐到集中营和灭绝营将隔都的人口从大约4万减少到几乎不剩一人。 
只有几百人设法存活下来，他们主要躲在城市周围的森林里，加入苏联游击队，或藏身在有同情心的当地人家中。

## 背景
1939年9月德苏入侵波兰之前，威尔诺（即维尔纽斯，波兰语称）是波兰第二共和国威尔诺省的首府。这个城市的主要语言是波兰语，小部分人说意第绪语。据立陶宛来源称，当时讲立陶宛语的人口占少数，约占该市人口的6％。1931年，威尔诺有19.5万名居民，使其成为波兰第五大城市。该市拥有各种工业和新工厂，以及备受尊敬的大学。

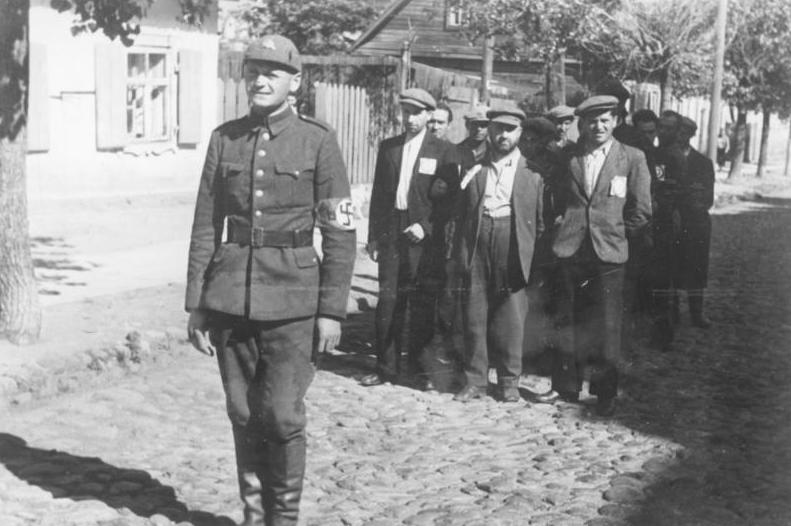
立陶宛纳粹警察与犹太囚犯，1941年7月

在熱利戈夫斯基兵變之后，波兰与立陶宛的边界在1922年由國際聯盟，威尔诺成为以波兰人和犹太人为主的波兰城市。1939年9月蘇聯入侵波蘭后，根据《苏联—立陶宛互助条约》，约瑟夫·斯大林于当年10月将维尔纽斯移交给立陶宛；但随后不久立陶宛全境就被苏联吞并。大约两年后，即1941年6月26日，德国国防军进入维尔纽斯，别动支队行刑队“B别动队”随部队一同入城。当地立陶宛族领导人主张清洗当地的犹太人和波兰人。在整个夏天，德国军队和立陶宛通敌者在大规模灭绝行动中杀死了超过21,000名居住在维尔纽斯的犹太人。 
犹太人大屠杀前夕，维尔纽斯的犹太人人口至少有6万人，有人估计有8万人。其中有些是从被德国占领的波兰西部逃难而来的难民，一些更进一步逃离到苏联境内。在德国部队建立隔都之前，该市当局开始了对犹太人的绑架和大屠杀，导致在1941年9月6日前约有21,000人遇害。立陶宛的绑架者在意第绪语中被称为“hapunes”，即“抓捕者”或“抢夺者”之意。 

## 1941年：隔都建立

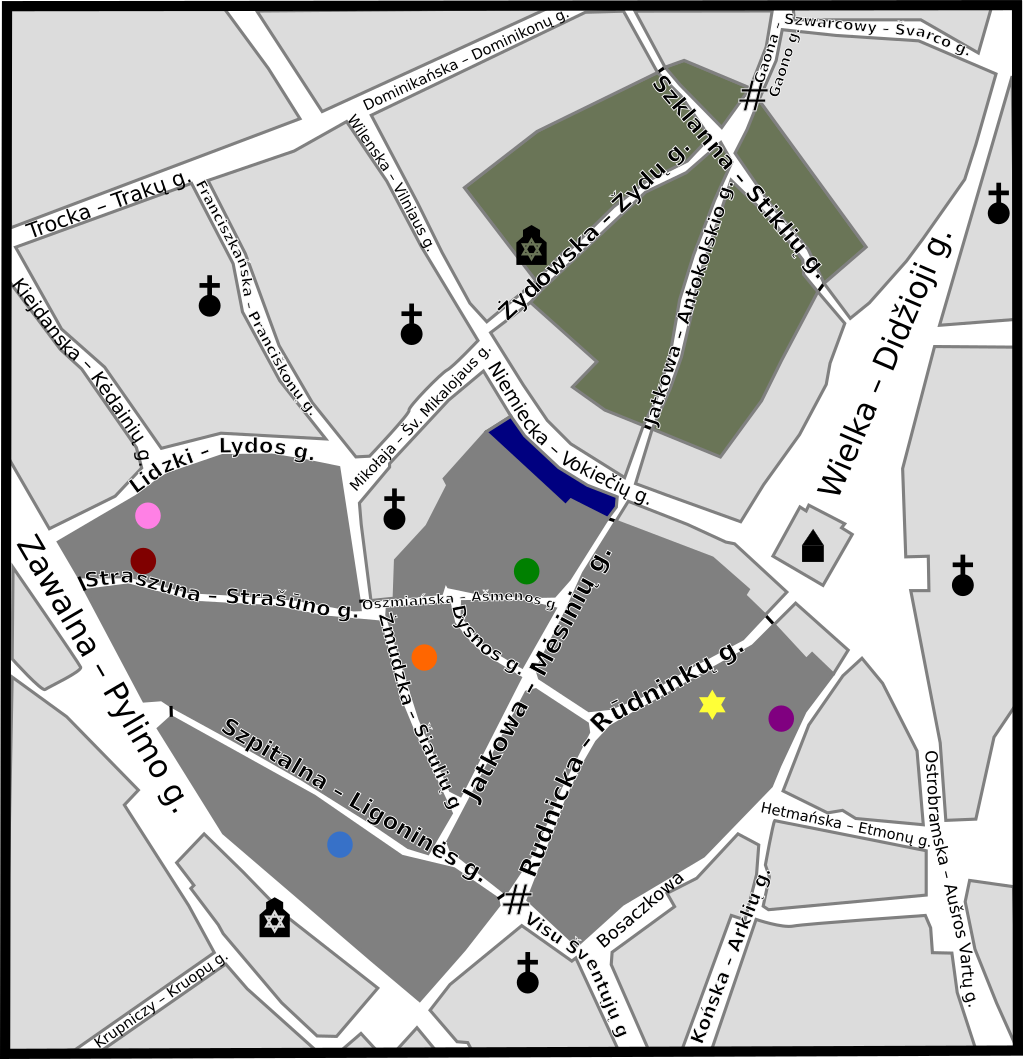
维尔纽斯隔都地图，小隔都以橄榄绿色标示

为了安抚维尔纽斯旧城区更为贫穷的犹太人居住区，并迫使其他更富裕的犹太居民进入德国设想的新犹太人区，纳粹分子于1941年8月31日自导自演了所谓的“大街挑衅事件”。在帝国总督欣里希·洛泽的“临时指令”下，维尔纽斯区总督（Gebietskommissar）汉斯·克里斯蒂安·辛斯特（Hans Christian Hingst）和他的犹太事务副手弗兰茨·穆勒尔指示党卫队第9特别支队二级小队长Horst Schweinberger制造了这起事件。 
穆勒尔、辛斯特和维尔纽斯市长Karolis Dabulevičius为未来的隔都选择了地点，并在Stiklių街和Didžioji街（即大街）交叉口处的电影院前制造了事件。两名穿着便服的立陶宛人闯入了属于犹太人的公寓，从远距离狙击德国士兵。立陶宛人逃离公寓，随后与待命的德国士兵返回，抓获两名犹太人并指控他们向德国士兵射击。德军殴打了二人，随后就地枪决。Stiklių街和Mėsinių街遭到当地民兵的洗劫，犹太人被殴打。 
当晚，为了“报复”，所有犹太人被挨家挨户逐出纳粹选作未来隔都领地的街区。次日，当男人们在工作时，其余街道上的妇女和儿童被抓获；工作场所的男子也遭到抓捕。犹太人被带到卢基什科斯监狱，然后被带到博纳利杀害。5千至1万名犹太人于9月1日至9月3日间遇害，其中包括十名犹太委员会成员。屠杀的目的是为了清除一片领土来建立隔都，以监禁维尔纽斯及其郊区的所有犹太人。
指定为隔都的地区是城市中心的旧犹太区。历史上，维尔纽斯自身从未设置过犹太隔都，仅在中世纪对犹太人的迁移和定居有少许限制；不过纳粹选择的区域在历史上确实主要由犹太人居住。纳粹将该地区分为大小两个隔都，两个区域由Deutschegasse街（又称Vokiečių街）隔开。 
1941年9月6日至7日，纳粹分子将剩下的2万名犹太人从各自的家中赶入两个隔都，其间有3,700人被杀。改宗犹太人、“半犹太人”和犹太人的配偶也被迫进入隔都。向隔都的迁移既匆忙又困难，犹太人不允许使用交通工具，只能带走他们能够人力携带的东西。 
双隔都的安排使纳粹更容易控制受害者对他们未来的知情，使纳粹更易于实现完全灭绝的目标。与第二次世界大战期间纳粹德国建立的其他犹太人隔都一样，维尔纽斯隔都也是为了使人民丧失人性，并将其囚犯剥削为奴隶。条件刻意设置得非常困苦和拥挤，居民处于不卫生的条件下，易生疾病，每天都有死亡。

## 1942年：安静的时期

### 卫生保健

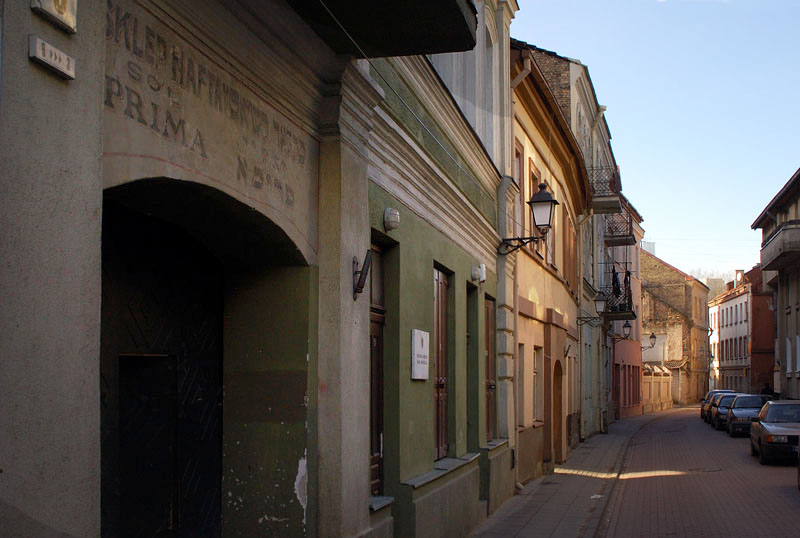
原隔都Straszuna街，现为Žemaitijos街

维尔纽斯犹太区以其杰出的医学传统而闻名。在大屠杀期间，隔都的囚犯在某种程度上保持了这种传统。和德国人建立的大多数隔都一样，维尔纽斯隔都外有一个标志写着“Achtung！ Seuchengefahr“（“注意！感染风险”）。事实上，与战前相比，维尔纽斯隔都的死亡率确实增加了；但由于隔都卫生部门的努力，隔都居民尽管营养不良、经受寒冷和过度拥挤，却没有重大的疫情。根据隔都卫生部的卫生—流行病学部门负责人拉扎尔·爱泼斯坦博士（Lazar Epstein）的说法，尽管隔都居民十分穷困，且仅剩下自己手头设施可用；但隔都囚犯应该可以活很长时间，几乎肯定能活到战争结束时。

### 文化生活
维尔纽斯隔都被称作“隔都的耶路撒冷”，以知识和文化精神而闻名。战前的维尔纽斯就有“Yerushalayim d'Lita”（意第绪语：立陶宛的耶路撒冷）的别称。隔都的文化生活中心是Mefitze Haskole图书馆，被称为“文化之家”。它包含一座藏书45,000册的图书馆，阅览室、档案馆、统计局、科学工作室、博物馆、书刊亭、邮局和运动场。文学和艺术联盟以及世界希伯来语联盟等团体组织了纪念意第绪语和希伯来语作家的活动，并以这些语言排演戏剧。流行的意第绪语杂志《Folksgezunt》继续在隔都出版，其论文在公开讲座中展示。伊茨霍克·卢达舍夫斯基是隔都的一位少年，在1941年至1943年期间书写了他在隔都的生活日记。在日记中，他提到了隔都的一系列事件，以及自己在其中的参与。他1943年隔都清场时遇害，可能是在博纳利大屠杀中；日记于1944年由他的堂兄发现。 
维尔纳犹太人区以其在第二次世界大战期间的戏剧作品而闻名。犹太警察局局长，维尔纽斯隔都的统治者雅各布·盖斯负责开张这个剧院。演出包括犹太作家的诗歌，短篇小说的戏剧化、以及隔都年轻人的新作品。
隔都剧院提供了大量的收入，对公众产生了镇静作用。截至1943年1月10日，共有111场演出、售出34,804张门票。剧院经过翻新，以容纳更多的观众，并更好地吸引公众的目光。剧院允许非雅利安人种族通过戏剧和歌曲展示他们的力量，如其中一首歌曲《坚韧》。
最后的戏剧作品“Der Mabl”（洪水）由瑞典剧作家Henning Berger创作，于1943年夏天在隔都存在最后一周上演。这场剧的背景为一个遭遇洪水的美国沙龙，其中有一群人在危险和急需的时候联合起来。
Joshua Sobol的戏剧“Ghetto”讲述了维尔纽斯剧院的最后几天。

### 抵抗运动

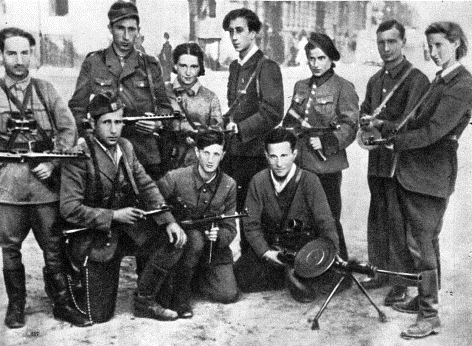
阿巴·科夫纳（中心站立者）与FPO成员在一起

联合游击队组织（Fareynikte Partizaner Organizatsye，FPO）于1942年1月21日在隔都成立。阿巴·科夫纳提出的口号是“我们不会像羊一样待宰”。这是纳粹隔都中建立的最早一批抵抗组织之一。与其他隔都不同，维尔纽斯隔都的抵抗运动并非由隔都官员管理。雅各布·盖斯最初担任警察局长，后来被纳粹任命为隔都的领导人，在表面上与德国官员合作阻止武装斗争。FPO代表了犹太人生活中的各种政治主张和各种政党，由伊史塔克·维滕堡、尤瑟夫·格拉兹曼和阿巴·科夫纳领导。FPO的目的包括为隔都人民提供自卫力量、破坏德国的工业和军事活动、以及支持游击队和红军特工对德国军队的更广泛斗争。诗人希尔什·格里克是一名隔都囚徒，写下了著名的游击队赞歌《永不言败》；在被驱逐到爱沙尼亚后去世。 

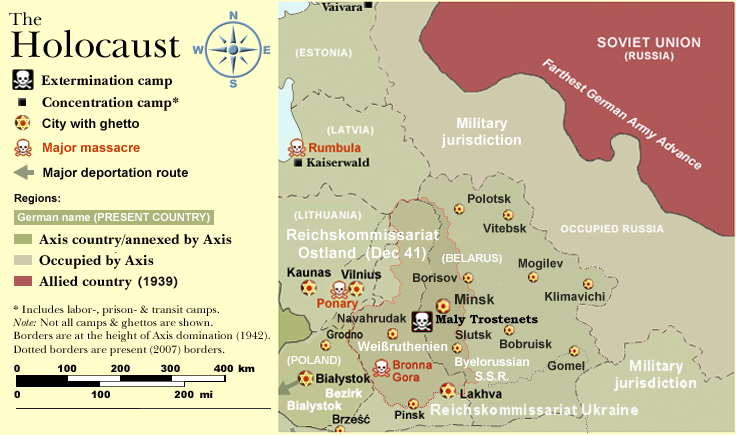
東方總督轄區的隔都（标有红星和金星）

1943年初，一个地下共产党员被德国人抓获，在折磨之下透露了一些联系人；为了应对德国的威胁，犹太委员会试图将FPO的负责人维腾堡转交给盖世太保。维腾堡与隔都警察战斗一番后被捕，扣押在盖斯的公寓中，被FPO设法解救。盖斯带来了重兵，劳工营的领导人。盖斯有效地让大多数人反对抵抗组织成员，声称他们正在挑衅德国人，并且质问为一个人牺牲成千上万的人是否值得。隔都囚犯集合起来要求FPO交出维滕堡。最终，维滕堡本人决定屈从纳粹的要求。他被带到维尔纽斯的盖世太保总部，据报第二天早上就被发现死在牢房里。大多数人认为他自杀了，流言称盖斯在最后一次会面时偷偷给了一个氰化物药丸。 
FPO因这一系列事件而士气低落，并开始奉行将年轻人送到森林加入其他犹太游击队的政策。这一政策也是有争议的，因为德国人实行了“集体责任”政策，游击队员的所有家庭成员都会被处决。在维尔纽斯隔都，“家庭”通常包括一些非亲属的成员，他们登记成其他家庭的成员以获得住房和少许食物配给。 
当隔都于1943年9月被德国人清场时，FPO成员保持警惕。盖斯控制了清场，以便让纳粹军队远离隔都并远离游击队伏击，但用可以战斗但未必属于抵抗运动的人填补了犹太人配额。FPO逃到森林，与其他游击队员一起战斗。

## 1943年：清场

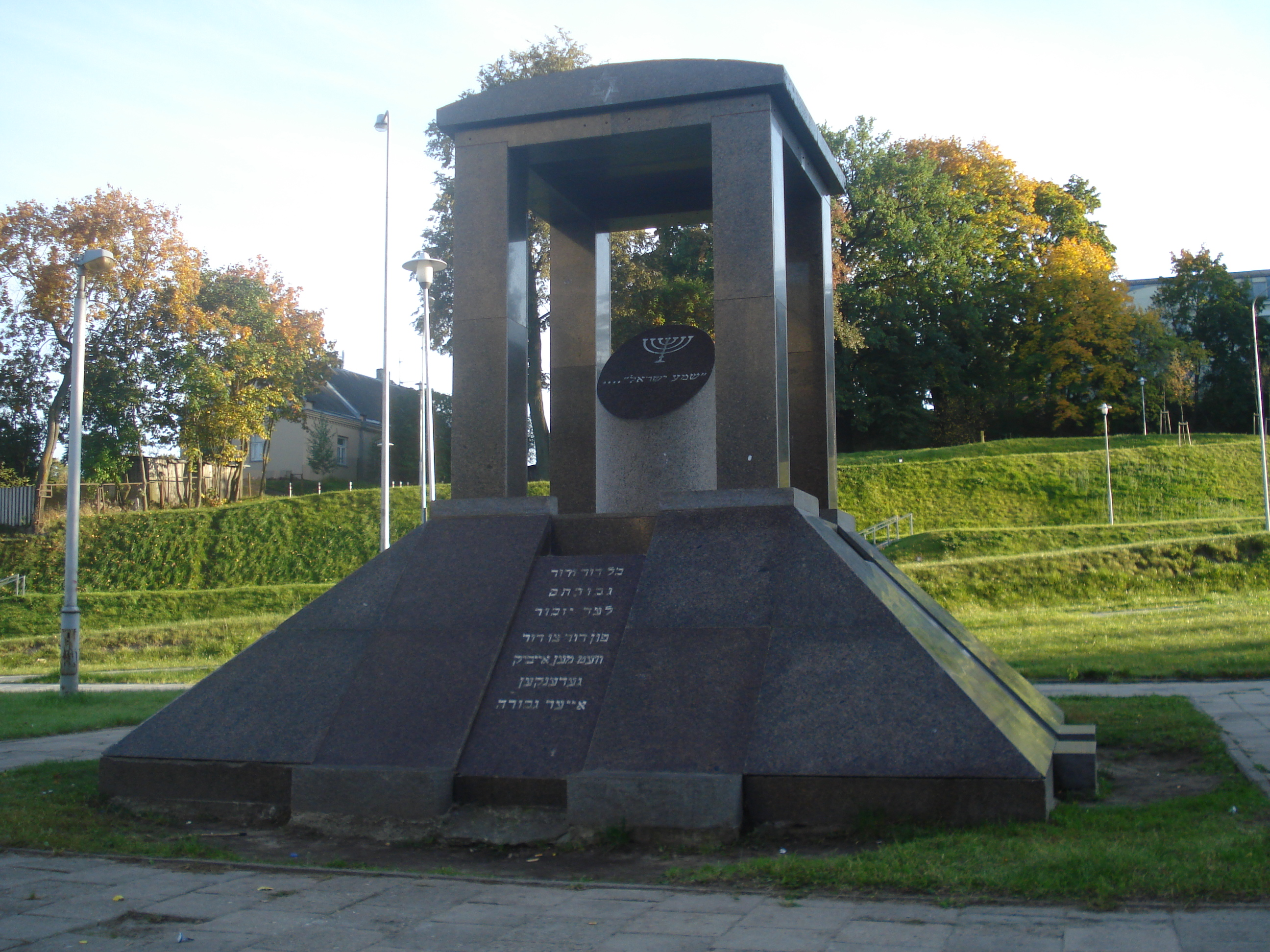
Subačiaus街大屠杀纪念碑，靠近HKP 562强迫劳改营旧址

从隔都建立到1942年1月间，德国和立陶宛别动队的任务小组定期进行名为Aktionen的突击行动，经常在犹太教节日下手。隔都居民被围捕并遭到驱逐，通常在最后遭到处决。1942年10月1日的赎罪日行动上，德国人命令犹太委员会领导逮捕行动；被犹太警察发现缺乏工作许可证的居民立即遭到逮捕，并转交德国监禁。同月，德国人清理了小隔都。小隔都曾被用于重新安置“无生产力”个体，即年老、生病、或被认为不适合劳动的居民。大多数囚犯被带到博纳利并被射杀。大约2万名犹太人仍留在大隔都，其中包括8千名没有证件的犹太人。1942年1月至1943年3月期间被称为隔都的“稳定”时期；突击行动停止了，恢复了正常生活的一些表象。1943年8月6日，德国人开始依照海因里希·希姆莱的命令将7,130名犹太人驱逐到爱沙尼亚；行动于9月5日完成。1943年9月23-24日，大隔都被清场。清场由党卫队二级小队长布鲁诺·基特尔指挥；剩余居民大部分被送往爱沙尼亚的瓦伊瓦拉集中营、在博纳利森林被杀、或被送往波兰境内的德国灭绝营。 
隔都清场后，仍有一小群犹太人留在维尔纽斯，主要是在凯利斯和HKP 562强迫劳改营。HKP 562的囚犯为德军修理汽车；该营地由国防军少校卡尔·普拉格指挥。普拉格在他手下官兵的配合下，能够保护犹太汽车工人免受其他劳改营常会实施的虐待。当红军接近维尔纽斯，党卫队来接管营地时，普拉格给他的工人一些隐蔽的警告；一些工人逃脱了，其他工人躲藏在普拉格的知情下事先准备的藏身处，随后设法逃脱。HKP 562有250名犹太人在战争中幸存下来，是维尔纽斯大屠杀中最大的犹太幸存者群体。 

## 注解
1. 1 2  维尔纽斯在不同语言中有不同的名称：立陶宛語：；波蘭語：；德語：；俄语：，羅馬化：Vilna；意第緒語：，羅馬化：Vilne；希伯來語：，羅馬化：Vilna. [1]故在不同文本中，隔都的名称有所变化。

## 引用
1. ↑  Koss (2010), p. ix
2. ↑  Megarge, Geoffrey P. (编). . Volume II: Ghettos in German-occupied Eastern Europe. Bloomington: Indiana University Press. 2009: 1147–1152. ISBN 978-0-253-35599-7.
3. ↑  Zychowicz, Piotr.  [the Yitzhak Arad choices]. Rzeczpospolita（英语：Rzeczpospolita）. 2008-07-12  [2019-06-05]. （原始内容存档于2018-10-30） （波兰语）.
4. ↑  Zychowicz, Piotr.  [From NKVD to Yad Vashem]. Rzeczpospolita（英语：Rzeczpospolita）. 2008-07-12  [2019-06-05]. （原始内容存档于2015-06-10） （波兰语）.
5. ↑  Müller, Jan-Werner. . Cambridge University Press. 2002: 47. ISBN 9780521000703.
6. ↑  Gross, Jan Tomasz. . Princeton University Press. 2002: 3. ISBN 978-0-6910-9603-2.
7. ↑  Tylińska, Ewelina. M. Kokowski , 编. . The Global and the Local: The History of Science and the Cultural Integration of Europe (Krakow: Wydawnictwo Polskiej Akademii Umiejętności). 2007: 896. ISBN 978-83-60183-42-7.
8. ↑  Miniotaite, Grazina.  (PDF). NATO Academic Forum: 21. 1999  [2008-03-14]. （原始内容存档 (PDF)于2021-02-11）.
9. ↑  . The Museum of the Jewish People at Beit Hatfutsot.   [2018-06-27]. （原始内容存档于2019-09-25）.
10. 1 2  Midlarsky, Manus I. . Cambridge University Press. 2005: 298–300. ISBN 1139445391.
11. ↑  . Heritage Sites – Places of martyrology. Museum of the History of Polish Jews, Virtual Shtetl.   [2012-05-23]. （原始内容存档于2013-06-06）.
12. 1 2 3  Beinfeld (1998)，第66–98頁.
13. ↑  Kruk, Herman; Harshav, Barbara. Harshav, Benjamin , 编. . YIVO Institute for Jewish Research. 2002: xxix. ISBN 0-300-04494-1. OCLC 48773758 （英语）.
14. ↑  Marrus (1987)，第121頁.
15. 1 2 3 4 5 6 7  Beinfeld (1989)，第94-115頁.
16. ↑  Fleche, Anne; Sobol, Joshua; Lan, David; Besser, Gedalia. . Theatre Journal (JSTOR). 1989, 41 (4): 539. ISSN 0192-2882. doi:10.2307/3208015.
17. ↑  Marrus (1987)，第108頁.
18. ↑  Kuperstein, Isaiah.  (PDF). New Video Group. 2005  [2019-06-05]. （原始内容存档 (PDF)于2021-01-16）.
19. 1 2  . www.yadvashem.org.   [2019-06-05]. （原始内容存档于2021-02-03）.
20. ↑  Arad (2009)，第323頁.
21. ↑  Hielscher, Almut. . Der Spiegel. 2001-04-30  [2015-02-02]. （原始内容存档于2021-01-19） （德语）.

参考文献
- Arad, Yitzhak. . Lincoln: University of Nebraska Press. 2009. ISBN 978-0-8032-2059-1. OCLC 466441935.
- Koss, Andrew Noble. . Stanford University. 2010.
- Marrus, Michael R. . Published for Brandeis University Press by University Press of New England. 1987. ISBN 0-87451-425-8. OCLC 318355555.
- Beinfeld, Solon. . Holocaust and Genocide Studies (Oxford University Press (OUP)). 1998-01-01, 12 (1): 66–98. ISSN 8756-6583. doi:10.1093/hgs/12.1.66.
- Beinfeld, Solon. .  (pdf). Berlin, New York: DE GRUYTER SAUR. 1989  [2019-06-05]. ISBN 978-3-11-096873-6. doi:10.1515/9783110968736.94. （原始内容存档于2020-11-19）.

## 拓展阅读
- Arad, Yitzhak. Ghetto in Flames. (Jerusalem: Ahva Cooperative Printing Press, 1980).
- Balberyszski, Mendel  "Stronger Than Iron": The Destruction of Vilna Jewry 1941-1945-An Eyewitness Account. (Jerusalem: Gefen Publishing House, 2010).+
- Feierstein, Daniel. “The Jewish Resistance Movements in the Ghettos of Eastern Europe.”  In: Life in the Ghettos During the Holocaust. Ed. Eric J. Sterling. (Syracuse: Syracuse University Press, 2005).
- Kostanian-Danzig, Rachel. Spiritual Resistance in the Vilna Ghetto. (Vilnius: The Vilna Gaon Jewish State Museum, 2002).
- Kruk, Herman. The Last Days of the Jerusalem of Lithuania: Chronicles from the Vilna Ghetto and the Camps, 1939-1944. (New Haven: Yale University Press, 2002).
- Rudashevski, Yitskhok (1927–1943). Diary of the Vilna Ghetto, June 1941-April 1943. (Israel: Ghetto Fighters' House, 1973).
- Shneidman,  N.N. Jerusalem of Lithuania: The Rise and Fall of Jewish Vilnius, A Personal Perspective. (Okaville, ON: Mosaic Press, 1998).